# Матиас Фаетон
Матиас Фаетон (на френски: Matthias Phaëton) е френски футболист, централен нападател на  Цюрих под наем от ЦСКА София и националният отбор по футбол на Гваделупа.

## Професионална кариера
Юноша на Расинг Клуб де Франс Футбол Франция, като е в школата на тима от 2006 до 2014. Играе като нападател, но се справя и като атакуващ полузащитник, ляво и дясно крило. От 2014 до 2015 е в школата на Атлетик Клуб Булон Биянкур Франция. От 2015 е в школата на Стад Брест 29 Франция.
През май 2017 пробива във втория тим на Стад Брест 29 и дебютира там и играе в 2 мача за тима. Поради дисциплинарни проблеми е продаден на Ен Аван дьо Гингам Франция на 31 януари 2018. В периода до юли 2019 ще се състезава главно за втория тим като записва 41 мача със 17 гола за тази формация. Ще дебютира за първия състав на тима на 4 ноември 2018 при загубата с 5:0 от Нант Франция. През лятото на 2019 е вече в първия състав като има 53 мача с 4 гола.
В периода от 17 януари до 30 юни 2020 е даден под наем на Бастия-Борго Франция като играе в 5 мача за тима. След завръщането си под наем играе често за тима и се превръща в златаната резерва на тима. На 1 юли 2022 преминава в Гренобъл Фут 38 Франция. За тима играе в 37 мача и вкарва 9 гола, като в един период има дисциплинарни проблеми и не тренира с първия тим. На 30 юни 2023 подписва с ЦСКА.
През 2016 е включен в националния отбор на Франция до 16 години и участва на Турнира в Тулон, като записва 5 мача с 4 гола. През същата година ще запише и едно участие за формацията до 17 години на Франция. Имайки потекло от Гваделупа, избира да защитава цветовете на националния отбор на Гваделупа, какъвто тази задморска територия на Франция има и участва в турнири.
Дебютира за тима на 24 юни 2021 г. в приятелски мач срещу Националният отбор на Мартиника – победа с 2:1, а на 3 юли 2021 г. при победата с 2:0 над Бахамите бележи и първият си гол в официален мач.
Включен е в състава на Гваделупа за Голд Куп в САЩ 2023. Изиграва общо 12 мача с 5 гола за тима.

## ЦСКА София
На 30 юни 2023 г. ЦСКА София представя официално Фаетон като ново попълнение в клуба. Дебютира в официален мач за „червените“, на 16 юли 2023 г., при равенството 0-0, като гост на ПФК Хебър (Пазарджик).